# Bàn Thạch, thành phố Cát Lâm
Bàn Thạch (tiếng Trung: 磐石市, Hán Việt: Bàn Thạch thị) là một huyện cấp thị (thành phố cấp huyện) của địa cấp thị Cát Lâm, tỉnh Cát Lâm, Trung Quốc. Thành phố này có diện tích 3867 km2, dân số 530.000 người, mã số bưu chính 132300. Thành phố này được chia ra 4 nhai đạo, 14 trấn, 9 hương. Do trên đỉnh núi phía bắc của khu vực này có một khối đá có hình thù như cái bàn phẳng nên thành phố này có tên Bàn Thạch. 